# Лопатица
Лопатица (лат. scapula) је троугласта пљосната кост чија спољна ивица прелази у зглобну чашицу која c јабучицом надлактице чини рамени зглоб.